# 樟蔭中学校・高等学校
樟蔭中学校・高等学校（しょういんちゅうがっこう・こうとうがっこう）は、大阪府東大阪市にある私立の中学校・高等学校。

## 概要
中高一貫校の女子校で、学校法人樟蔭学園が運営する。校名の「樟蔭」は、楠木正成ゆかりの地の河内に校地を定めたことから、「樟の余芳の蔭」、すなわち「楠木正成夫人・お久の方のいつまでも残る遺徳（余芳）にあやかる」というところから命名されている。校章は、楠木正成の旗印の菊水から取られている。
高等学校では普通科を設置し、進路などの目的によって国際教養・身体表現・総合のコースに分かれている。総合コースではさらに、2年次以降は総合進学・看護系進学・児童教育・フードスタディの4コースに細分化されて学習する。中学校では国際教養・総合進学・身体表現の3コースに分かれて学習する。

## 沿革
1917年に設置された樟蔭高等女学校が前身である。実業家・森平蔵が設立に関与した。大阪府立夕陽丘高等女学校校長や旧制甲陽中学校創設者・初代校長などを歴任した教育者・伊賀駒吉郎が初代校長として招聘された。
学制改革に伴い、1947年には新制の樟蔭中学校、1948年には樟蔭高等学校をそれぞれ設置した。

### 年表
- 1917年 - 樟蔭高等女学校設立認可、専攻科設置認可
- 1947年 - 学制改革により、新制樟蔭中学校を設置。
- 1948年 - 学制改革により、新制樟蔭高等学校を設置。
- 2004年 - 中学校にコンピューター教室完備。
- 2006年 - 樟蔭中学校・高等学校にオール電化調理実習室完備。
- 2019年 - 樟蔭高等学校特進コースを「国際教養コース」に、アートスポーツコースを「身体表現コース」に改編。
- 2021年 - 樟蔭高等学校キャリア進学コースを「総合進学コース」に改編。

## 出身者
- 若葉ひろみ - 元宝塚歌劇団花組トップ娘役
- 松井愛 - チアリーダー
- 阪口佳澄 - アナウンサー
- 戸田順子 - アナウンサー
- 打上順子 - アナウンサー
- 松嶋尚美 - お笑いタレント（元オセロ）
- 中津真莉 - 女優
- 濱田恵理子 - ミュージカル俳優
- 三宅惇子 - 気象予報士
- 西岡由恵 - 元水泳選手（ソウルオリンピック代表）
- 徳安淳子 - 衆議院議員